# Microcossus
Microcossus é um gênero de mariposa pertencente à família Acrolophidae.